# Савинское (озеро, Великолукский район)
Савинское — озеро в Успенской волости (на границе с Лычёвской волостью) Великолукского района Псковской области.
Площадь — 1,7 км² (165,6 га; с 1 островом (3,4 га) — 168,0 га). Максимальная глубина — 2,1 м, средняя глубина — 1,0 м. Площадь водосборного бассейна — 12,3 км².
На берегу озера расположена деревня: Савино.
Проточное. Относится к бассейну реки Крупица (Вскуица), притока реки Ловать.
Тип озера плотвично-окуневый. Массовые виды рыб: щука, плотва, окунь, красноперка, линь, карась, ерш, вьюн.
Для озера характерно: низкие и отлогие заболоченные берега, в прибрежье — болото, леса, луга, поля; илистое дно, коряги, сплавины; заморы каждые 1-3 года.